# غراند كورنير
غراند كورنير (بالإنجليزية: Grand Cornier)‏ هو أحد جبال سلسلة جبال الألب بينيني ويقع في كانتون فاليز في سويسرا. يحتل المرتبة رقم 28 في قائمة جبال سويسرا من حيث الارتفاع، إذ يبلغ ارتفاعه حوالي 3962 متر، بينما يبلغ ارتفاع نتوء الجبل 431 متر، هذا وقد سجل أول وصول لقمة الجبل عام 1865.